# Koranrezitation

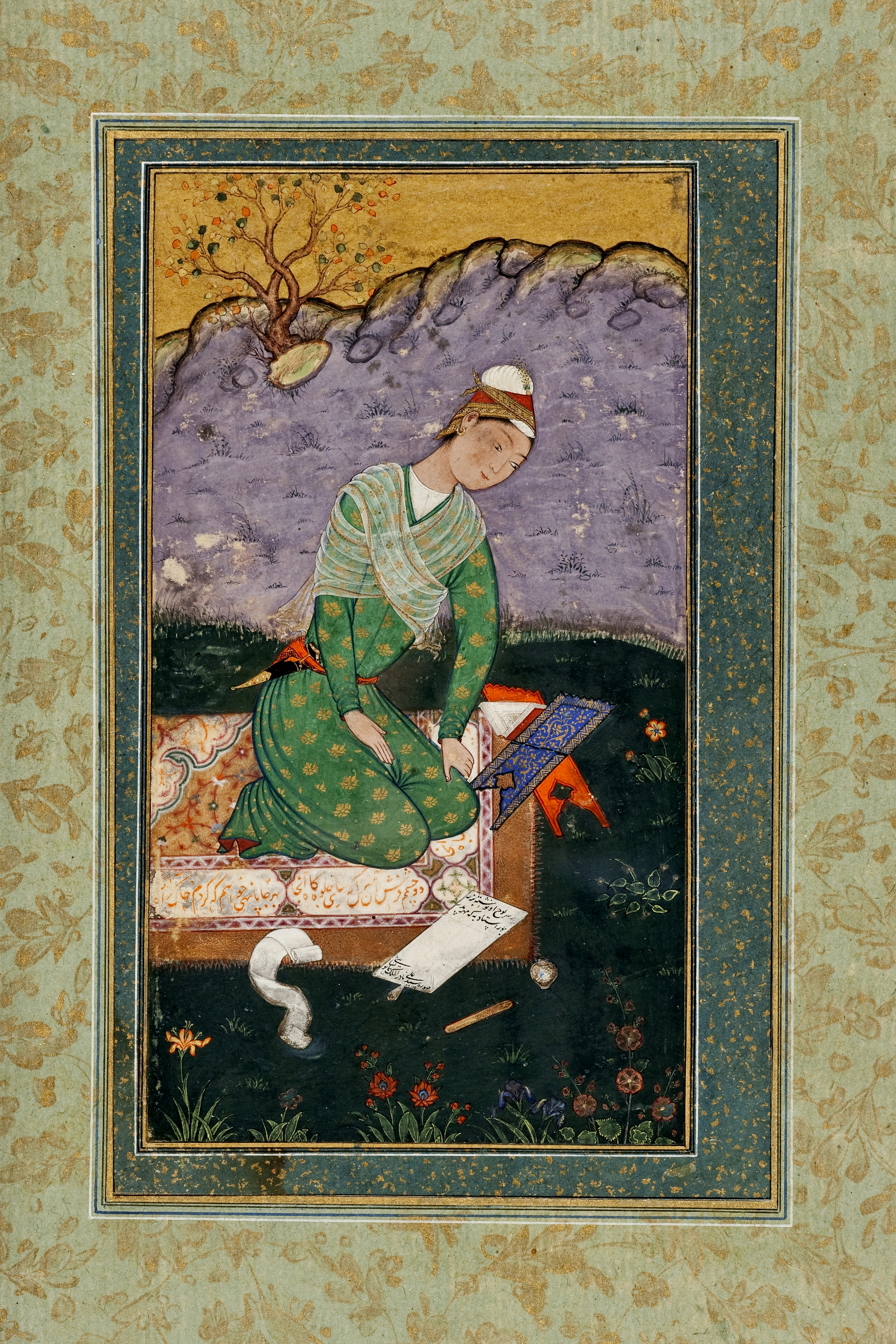
Miniatur mit dem Porträt eines jungen indischen Gelehrten bei der Koranlesung, um 1550, Kabul

Der Begriff Koranrezitation bezeichnet verschiedene Formen des Koranvortrags, denen in der islamischen Glaubenspraxis aufgrund der auf Mündlichkeit ausgelegten Gestaltung der Heiligen Schrift, die sich bereits in der Grundbedeutung des Wortes Koran zeigt, besondere Bedeutung zukommt. Allgemein für jede Form der Koranlesung sind im Arabischen die Begriffe تلاوة / Tilāwa und قراءة / Qirāʾa gebräuchlich; mit letzterem werden jedoch vor allem auch die Lesarten des Korans bezeichnet.
Die Lehre von der rituellen, sorgfältigen Rezitation des Koran als bedeutender Teildisziplin der Koranwissenschaften wird als Tadschwīd (arabisch تجويد, DMG taǧwīd ‚Verschönerung‘) bezeichnet. Sie befasst sich etwa mit der Normierung der Aussprache, der bei der Rezitation zu beachtenden Vortragsgeschwindigkeit, der korrekten Setzung von Pausen und mit den äußeren Rahmenbedingungen, die beim gottesdienstlichen Vortrag des Koran (تَرْتِيل / Tartīl) zu gelten haben.

## Bedeutsamkeit der Koranrezitation im Islam
Der Koran ist in seiner textuellen Gestaltung sehr deutlich eher auf den mündlichen, öffentlichen Vortrag denn auf stille Lektüre ausgelegt. Äußerlich erkennbar ist das bereits an der wörtlichen Bedeutung des Wortes ‚Koran‘ selbst: al-qurʾān meint „die Lesung, Rezitation“, den „Vortrag“. Streng genommen handelt es sich bei dem Wort Koranrezitation also um einen Pleonasmus. Die Bedeutung des Wortes qurʾān innerhalb des Korans selbst ist allerdings unstet und durch einen semantischen Wandel gekennzeichnet; spätestens in mittelmekkanischen Versen ist mit dem Wort qurʾān aber die vorgetragene Offenbarungsschrift gemeint. Entsprechend beginnt Sure 72 mit den Worten:

„Siehe, wir haben einen wunderbaren qurʾān gehört, der auf den rechten Weg führt, und wir glauben nun an ihn.“

Wesentlich für die Bedeutung, die der Koranrezitation zugesprochen wird, ist auch das Dogma von der „Unnachahmlichkeit des Korans“ (arabisch إعجاز القرآن, DMG iʿǧāz al-qurʾān), das der Heiligen Schrift selbst Wundercharakter verleiht und den prophetischen Anspruch Mohammeds untermauert. Die Sīra- und Hadith-Literatur hebt die Bedeutsamkeit des Koranvortrags und seiner ästhetischen Qualität durch zahlreiche Episoden aus dem Leben des Propheten und seiner Gefährten weiter hervor. So habe der Prophetengefährte Ibn Masʿūd die Sure ar-Rahmān rezitiert, um so seinen Widersachern zu trotzen. Obwohl er deshalb angegriffen und schwer verletzt wurde, habe er versichert, dass „Gottes Feinde niemals leichter zu ertragen“ gewesen seien als in jenem Augenblick.
Der spätere Kalif ʿUmar soll als zunächst erbitterter Feind der Muslime vor allem durch die Schönheit der Sure Tā-Hā von der Wahrhaftigkeit der islamischen Botschaft überzeugt worden sein. In einem weiteren Hadith wird die Koranrezitation neben der Erfüllung der koranischen Pflichten zum essenziellen Bestandteil des islamischen Glaubens:

„Das Gleichnis des Gläubigen, der den Koran rezitiert und danach handelt, ist das einer Zitruspflanze, die gut schmeckt und riecht. Und das Gleichnis für einen Gläubigen, der den Koran nicht rezitiert, aber nach ihm handelt, ist das einer Dattel, die gut schmeckt, aber nicht duftet. Und das Gleichnis des Heuchlers, der den Koran rezitiert, ist das von Basilikum, das gut riecht, aber bitter ist. Und das Gleichnis für den Heuchler, der den Koran nicht rezitiert, ist das einer Koloquinte, die bitter schmeckt und keinen Duft hat.“

Im Laufe des Prozesses der Redaktion des Offenbarungstextes nahm die Bedeutung des geschriebenen Koran (مصحف / muṣḥaf) gegenüber dem gesprochenen, rezitierten Koran stetig zu, was sich etwa in der Verehrung des materiellen Schriftstücks selbst als einer Art Fetisch und der zunehmend herausragenden Stellung der kalligrafischen Kunst zeigt. Gerade seit dem 20. Jahrhundert wird jedoch parallel dazu auch wieder verstärkt die Mündlichkeit des Korans betont, von konservativen Gelehrten wie Labīb Saʿīd ebenso wie von reformorientierten Koranwissenschaftlern wie Nasr Hamid Abu Zaid.

## Normierung der Koranrezitation im Rahmen desTadschwīd
Die sorgfältige Rezitation der Heiligen Schrift gilt als koranisches Gebot; so heißt es in Sure 73:4: وَرَتِّلِ ٱلۡقُرۡءَانَ تَرۡتِيلًا / ‚Und trage den Koran auf deutliche Weise (tartīlan) vor!‘ Auf die Frage seiner Zeitgenossen, wie genau der Vers zu verstehen sei, soll ʿAlī ibn Abī Tālib, der Vetter und Schwiegersohn des Propheten, geantwortet haben:
الترتيل تجويد الحروف ومعرفة الوقوف / at-tartīl taǧwīd al-ḥurūf wa-maʿrifat al-wuqūf / ‚Tartīl ist die ausgeschmückte Intonation (taǧwīd) der Laute und das Wissen um die Pausen.‘

### Die Kunst der Koranrezitation

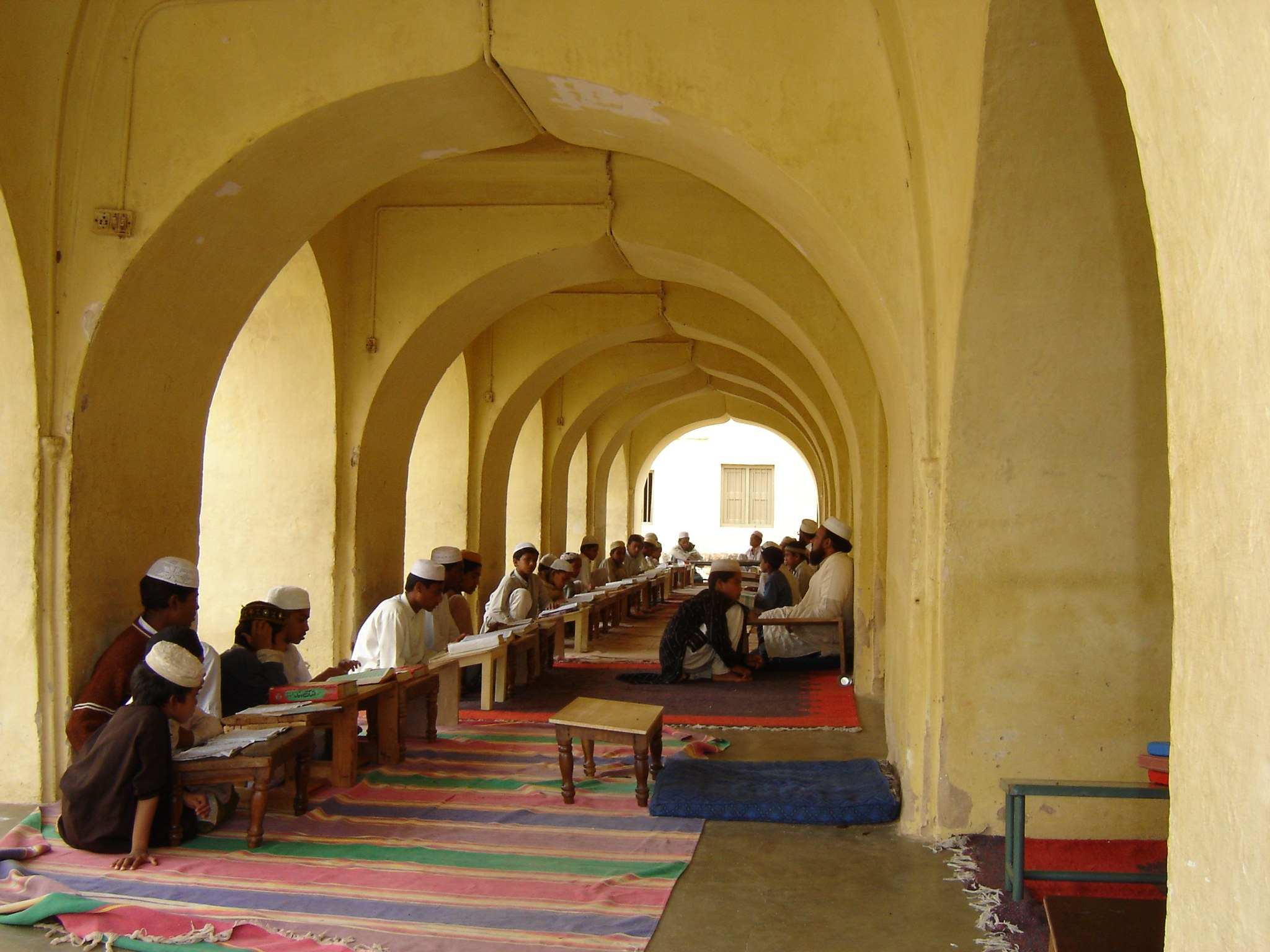
Koranlesung in der Jama Masjid in Shrirangapattana, Indien, 2007

Die ‚Kunst der Koranrezitation‘ (arabisch علم التجويد, DMG ʿilm at-taǧwīd) ist als Teildisziplin der Wissenschaft von den Koranlesarten (arabisch علم القراءات, DMG ʿilm al-qirāʾāt) spätestens ab dem neunten Jahrhundert entwickelt worden. Die Qualität einer Rezitation misst sich demnach neben der Artikulation und dem Sprechtempo vor allem an der phonetisch und semantisch korrekten Setzung von Pausen nach syntaktischen oder inhaltlichen Einheiten. Moderne Exemplare des Koran, die speziell zum Zweck der kunstvollen Rezitation gedruckt sind, enthalten daher oft farbliche Markierungen an Textstellen, an denen Pausen gesetzt werden können oder müssen.
Wesentlich ist auch die Klassifikation arabischer Phoneme nach Artikulationsort und Artikulationsart. Vor allem auf die richtige Aussprache emphatischer Laute wird großer Wert gelegt. Die Buchstaben des Alphabets werden in duale Systeme von offenen und geschlossenen Lauten klassifiziert und danach, ob sie mit gehobener oder gesenkter Zunge gesprochen werden. Neuzeitliche Handbücher enthalten oft Illustrationen der Anatomie des Mund- und Rachenraums, die anzeigen sollen, wo genau die Buchstaben artikuliert werden sollen. Ein Beispiel für weitere Regelungsvorgaben zur korrekten Aussprache ist die Verschleifung von Nūn vor Bāʾ zu Mīm, die im modernen Schriftsatz oft durch ein hochgestelltes م angezeigt wird.
Neben solchen technischen Sprechanweisungen enthalten die Anleitungen zur Koranrezitation in der Regel zudem einen Abschnitt zu den آداب التلاوة / ādāb at-tilāwa, dem korrekten Benehmen vor und während des Vortrags. Bedeutsam ist hier vor allem die richtige Intention und die rituelle Reinheit während der Lesung und die Ausrichtung des Körpers nach der Qibla. Es ist möglich, den Koran im Ganzen innerhalb eines Abends zu rezitieren, doch wird – auch aufgrund einer prophetischen Überlieferung, die besagt, dass derjenige, der den Koran in weniger als drei Tagen vortrage, ihn nicht verstanden habe – für liturgische Zwecke häufig eine Einteilung nach Dschuzʾ- und Hizb-Abschnitten vorgenommen.

### Ausbildung von Koranrezitatoren
Die Ausbildung von Koranrezitatoren beginnt zumeist bereits im Kindesalter. Ein in vielen Lesarten gelehrter und lehrender Fachmann wird Muqriʾ genannt. Jemand, der den Vortrag nur nach einer oder wenigen Lesarten beherrscht, nennt sich Qāriʾ. Hāfiz ist im Volksmund der Ehrentitel für Menschen, die den gesamten Koran auswendig gelernt haben, in den islamischen Wissenschaften bezeichnet er jedoch eine Person, die herausragend viele Tradenten und Überlieferungen der Sunna kennt. Der Vortrag des Korans dient gelegentlich als Einkommen für Menschen, die aufgrund einer Behinderung Schwierigkeiten haben, anderweitig ihren Lebensunterhalt zu verdienen. So etwa wurde der im Kleinkindalter erblindete Taha Hussein von seinem Vater auf die örtliche Koranschule geschickt, um dort zum Rezitator ausgebildet zu werden.

## Die musikalische Dimension der Koranrezitation
Es ist vielfach auf die Musikalität des Koranvortrags hingewiesen worden. Amnon Shiloah verdeutlichte die Nähe zwischen Koranrezitation und Musik dadurch, dass er die melodischen Qualitäten des Vortrags einiger Koranverse in Notenschrift festhielt; so etwa die Sure 20:1–3:
Das Verhältnis zwischen Musik und der Koranrezitation ist jedoch spannungsgeladen. Dies hängt vor allem mit der ambivalenten Haltung der traditionellen islamischen Gelehrsamkeit zur Musik als solcher zusammen (vergleiche → Islamische Musik). Während der Koran in der islamischen Frühzeit offenbar noch zu traditionellen Melodien (ألحان / alḥān) gesungen wurde, vertrat die islamische Gelehrsamkeit bald die Auffassung, die Koranrezitation habe sich vom Singsang der Kamelhirten deutlich abzugrenzen.
Dabei spielt auch das Ansinnen, die Heiligkeit der Lesung der Schrift von der Profanität eines Konzertes abzuheben, wie es vergleichbar auch etwa bezüglich der Kantillation, dem musikalischen Vortrag des Tanach im jüdischen Gottesdienst, geäußert worden ist, eine wesentliche Rolle. Die Rezitation unterscheidet sich von der Musik also weniger durch ihre Gestaltung, als durch die Signifikanz und Bedeutsamkeit des vorgetragenen Textes.
Für die Situation in Ägypten, die als repräsentativ für andere arabische Staaten gelten kann, hält Kristina Nelson fest, dass sich zwar eine gewisse Neutralität in der Haltung gegenüber der Musik durchgesetzt habe, eine Assoziation von Musik und Koranlesung jedoch nach Möglichkeit vermieden werde. Demgegenüber beobachtete Anne Rasmussen in Indonesien, dem Staat mit der größten muslimischen Bevölkerung der Welt, dass ein fließender Übergang zwischen Rezitation, Gesang und Musik nicht die Ausnahme, sondern die Regel sei.

### Monographien
- Navid Kermani: Gott ist schön. Das ästhetische Erleben des Koran. 2. Auflage, C. H. Beck, München, 2003.
- Labīb Saʿīd / لبيب سعيد: al-Dschamʿ as-sautī al-awwal li ’l-Qurʾān al-karīm / الجمع الصوتي الأول للقرآن الكريم. Dār al-Kātib al-ʿArabī / دار الكاتب العربي, Kairo, 1967. (Übers. Labīb Saʿīd: The Recited Koran. A history of the first recorded version. Darwin Press, Princeton, 1975.)
- Kristina Nelson: The Art of Reciting the Qurʾan. The American University of Cairo Press, Kairo, 2001.
- Anne K. Rasmussen: Women, the Recited Qurʾan, and Islamic Music in Indonesia. Berkeley, University of California Press, 2010.

### Aufsätze
- Gotthelf Bergsträßer: Die Koranlesung in Kairo. In: Der Islam 20, 1932, S. 1–42; Der Islam 21, 1933, S. 110–40.
- Jean Cantineau, Léo Barbès: La récitation coranique à Damas et à Alger. In: Annales de l'Institut d'études orientales 6, 1942–1947, S. 66–107.
- Frederick M. Denny: Tadjwīd. In: The Encyclopaedia of Islam. Second Edition, Bd. 10, 2000.
- Frederick M. Denny: Qur’ān Recitation. A Tradition of Oral Performance and Transmission. In: Oral Tradition 4/1–2, 1989, S. 5–26. (online)
- Lois Ibsen al Faruqi: The Cantillation of the Qur'an. In: Asian Music 19, 1987, S. 2–25.
- G. H. A. Juynboll: The Position of Qurʾan Recitation in Early Islam. In: Journal of Semitic Studies 19, 1974, S. 240–251.
- Daniella Talmon-Heller: Reciting the Qur’ān and Reading the Torah. Muslim and Jewish Attitudes and Practices in a Comparative Historical Perspective. In: Religion Compass 6/8, 2012, S. 369–380.
- Habib Hassan Touma: Die Koranrezitation. Eine Form der religiösen Musik der Araber. In: Baessler-Archiv: Beiträge zur Völkerkunde 48, 1975, S. 87–133.